# Кузь Василь Йосипович
Василь Йосипович Кузь (22 січня 1929, село Цапівці, тепер село Поділля Заліщицького району Тернопільської області — 4 січня 2007, село Поділля Заліщицького району Тернопільської області) — український радянський діяч, новатор сільськогосподарського виробництва, тракторист колгоспу імені Леніна Заліщицького району Тернопільської області. Депутат Верховної Ради УРСР 7-го скликання.

## Біографія
Народився у селянській родині.
З 1952 року — тракторист, керівник ланки з вирощування цукрових буряків механізованим способом (з 1964 року), механік колгоспу імені Леніна («Маяк») села Поділля Заліщицького району Тернопільської області.
Потім — на пенсії у селі Поділля Заліщицького району Тернопільської області.

## Нагороди
- орден Трудового Червоного Прапора
- медалі